# Religija u Somaliji
Jedina zakonom dozvoljena religija u Somaliji jest islam, koji ispovijeda 99,9% stanovništva. Sve ostale vjeroispovijesti zabranjene su islamskim šerijatskim pravom koje se, osim u vjerske, koristi i u zakonodavne svrhe. Malobrojna zajednica katolika, većinom taijanskih potomaka, druga je po brojnosti u Somaliji te se nalazi pod progonima somalijskih vlasti. Zbog uporabe šerijatskog prava Somalija se smatra vrstom teokracije.
Somalija je država s najvišim udjelom muslimana u ukupnom stanovništvu zemlje.